# Jóhann Hafstein
Jóhann Hafstein (ur. 19 września 1915 w Akureyri, zm. 15 maja 1980) – islandzki polityk i bankowiec, deputowany, minister, w latach 1970–1971 premier Islandii.

## Życiorys
Z wykształcenia prawnik, ukończył studia na Uniwersytecie Islandzkim. Kształcił się również na Uniwersytecie Londyńskim. Dołączył do Partii Niepodległości, od 1943 do 1949 przewodniczył jej organizacji młodzieżowej, a w latach 1942–1952 był sekretarzem generalnym partii. Od 1952 do 1963 kierował bankiem Útvegsbanki Íslands, specjalizującym się w finansowaniu przemysłu rybnego. W latach 1946–1978 sprawował mandat posła do Althingu. W latach 1970–1973 stał na czele Partii Niepodległości. Działał także w samorządzie miejskim Reykjavíku.
Sprawował różne funkcje rządowe. Od września do grudnia 1961 był ministrem sprawiedliwości i spraw kościelnych oraz zdrowia i przemysłu u Ólafura Thorsa. Od listopada 1963 do lipca 1970 w rządzie Bjarniego Benediktssona pracował jako minister sprawiedliwości i spraw kościelnych oraz przemysłu, do stycznia 1970 zajmując się również sprawami zdrowia. Od lipca 1970 do lipca 1971 sprawował urząd premiera. W swoim gabinecie był również ministrem przemysłu, a do października 1970 także ministrem sprawiedliwości i spraw kościelnych.